# Bernard Le Bouyer de Fontenelle
Pour les articles homonymes, voir Bouyer (homonymie), Bovier et Fontenelle (homonymes).
Bernard Le Bouyer de Fontenelle ou Bernard Le Bovier de Fontenelle, né le 11 février 1657 à Rouen et mort le 9 janvier 1757 à Paris, est un écrivain, dramaturge et scientifique français.

## Biographie

### Avocat et dramaturge
Second des quatre fils de l’avocat au Parlement, François Le Bouyer de Fontenelle (1611-1693), écuyer, et de Marthe Corneille (1623-1696), sœur de Thomas et Pierre Corneille, Fontenelle a fait des études chez les jésuites de Rouen, qui ont cherché à recruter ce brillant élève noté comme « jeune homme accompli et le premier parmi ses condisciples »,.
Après avoir étudié la philosophie, puis la physique, il a fait des études de droit. Entré au barreau, il a plaidé une seule cause et, après l’avoir perdue, est monté, à 17 ans, à Paris, auprès de son oncle maternel Thomas Corneille, qui rédigeait alors avec Donneau de Visé le Mercure galant, débuter dans la littérature.
Après des pièces de vers insérées dans le Mercure, il a tâté du théâtre avec la tragédie d’Aspar (1680), qui fut un échec et dont le nom ne subsiste que par l’épigramme de Racine, sur l’origine des sifflets :
Boyer apprit au parterre à bailler…,

Mais quand sifflets prirent commencement,

C’est (j’y étais, j’en suis témoin fidèle),

C’est à l’Aspar du sieur de Fontenelle,.
D’autres tentatives au théâtre n’ont guère été plus heureuses. Les tragédies de Bellérophon et de Brutus, la tragédie en prose d’Idalie, la pastorale héroïque d'Endymion, ont été oubliées presque dès le début. Les opéras de Psyché, de Lavinie, de Thétis et Pélée ont eu plus de succès, sans pour autant servir à la réputation de l’auteur qui a abandonné, avec un peu de dépit, le théâtre pour le journalisme.

Passant à d’autres genres, il les a tous tentés depuis la tragédie jusqu’à l'églogue, depuis l’opéra jusqu’à la dissertation scientifique. Il a publié le Dialogue des morts (1683), des Poésies pastorales (1688), et trouvé sa voie dans la littérature scientifique, abordée par des Entretiens sur la pluralité des mondes (1686), œuvre de vulgarisation scientifique rédigée à Rouen qui a connu un vif succès et dont Flourens a fait l’éloge en disant 

« que Fontenelle a le double mérite d’éclaircir ce qu’il peut y avoir d’obscur dans les travaux de ceux qu’il loue, et de généraliser ce qu’ils ont de technique; et celui de louer toujours chacun d’eux par ce qu’il nous a laissé de plus important et de plus durable. Il loue par des faits qui caractérisent »

. Homme d’esprit, il connait suffisamment les sciences pour en parler agréablement et exactement, mais il n’entre pas assez profondément dans son sujet au point de devenir abstrait et obscur.

### L'académicien

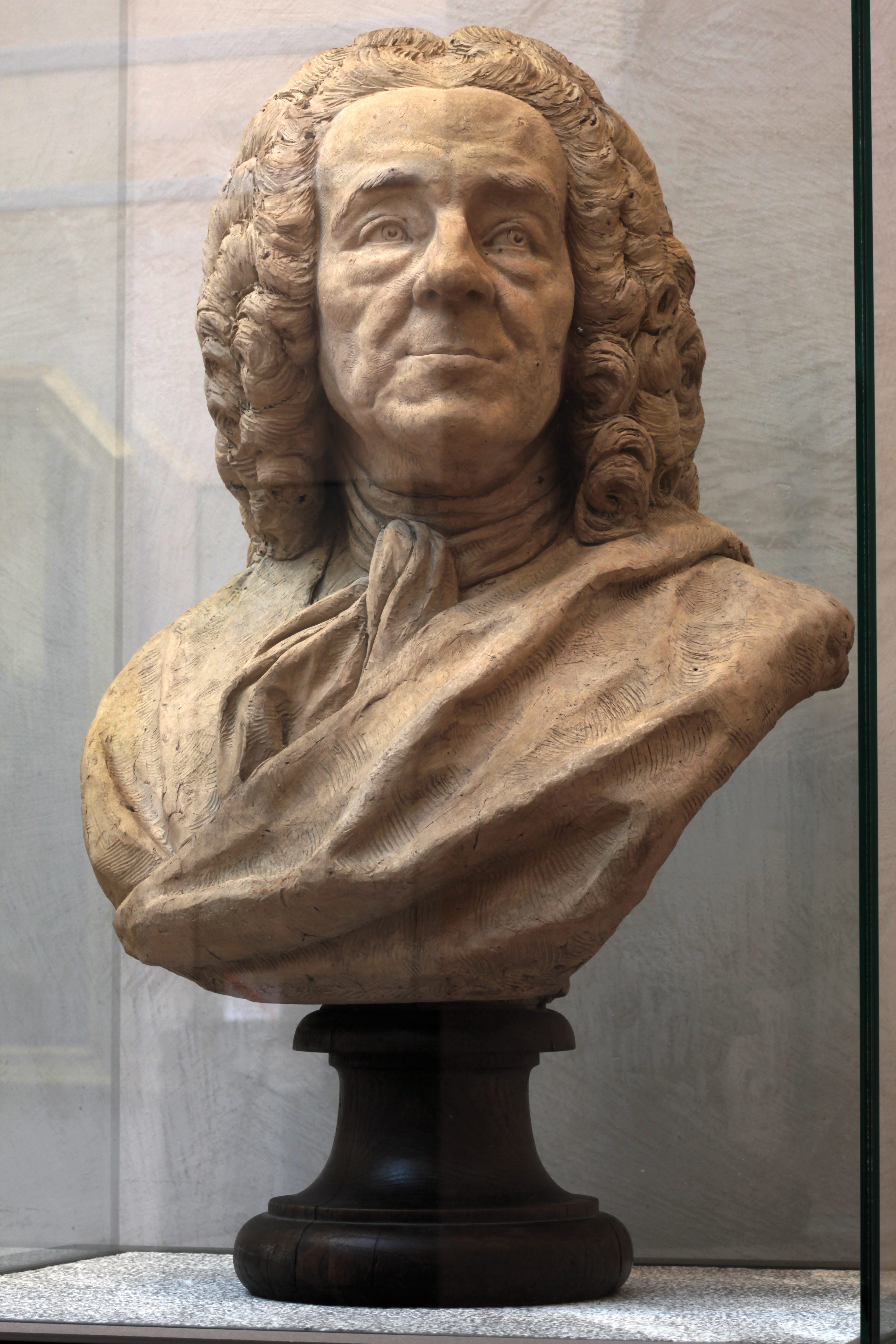
Bernard le Bovier de Fontenelle, Jean-Baptiste II Lemoyne, 1748. Musée des beaux-arts de Lyon.

Nommé membre de l’Académie française en 1691, après avoir essuyé quatre refus, il eut, après sa réception, ce mot : « Il n’y a plus que trente-neuf personnes dans le monde qui aient plus d’esprit que moi. » Secrétaire perpétuel de l’Académie royale des sciences de 1697 à 1740, il fit aussi partie de l’Académie des inscriptions et de l'Académie de Stanislas. Se trouvant par là mêlé à toutes les questions du jour, il porta de tous côtés un parti pris de tranquillité, d’égalité d’humeur, qui lui donna le repos et lui épargna les discussions violentes. En sa qualité de secrétaire perpétuel de l’Académie Royale des sciences, il rédigea chaque année de son mandat la partie « Histoire » de Histoire et Mémoires de l'Académie Royale des Sciences, recueil des travaux les plus marquants de l'Académie au cours de l'année écoulée. La partie Histoire se voulait être une forme de « vulgarisation » des travaux scientifiques complexes de l'époque, à destination du grand public cultivé curieux de sciences. La tâche de Fontenelle était donc ardue puisqu'il devait comprendre tous les travaux de l'Académie Royale des Sciences, sur des sujets allant de la botanique à la physique, pour en donner une version digérée et simple, compréhensible du plus grand nombre. Cette œuvre représente un volume de près de 5 000 pages, écrite durant son mandat de secrétaire perpétuel. À cela, il faut ajouter une histoire de l'Académie entre 1666 et 1699, écrite postérieurement. Les Éloges des Académiciens, qui sont regardés comme le modèle du genre, sont en fait une version à peine remaniée des éloges publiés chaque année dans la partie Histoire des Histoire et Mémoires de l'Académie Royale des Sciences. Un premier ouvrage d'éloges fut publié en 1708, et une seconde édition en fut donnée en 1719, complétée des éloges des savants morts entre-temps. Si les qualités littéraires des éloges sont réelles, ils sont aussi une stratégie pour insuffler dans l'imagerie publique une certaine idée de la science et du savant. Jean-Baptiste Rousseau ne reconnaîtra jamais les qualités de l'auteur, écrivant dans une épigramme :
Depuis trente ans un vieux berger normand

Aux beaux esprits s’est donné pour modèle ;

Il leur enseigne à traiter galamment

Les grands sujets en style de ruelle…

C’est le pédant le plus joli du monde.
Par ses éloges académiques, Fontenelle a ouvert la voie à des personnes comme D'Alembert, le fils illégitime de sa fidèle amie Claudine Guérin de Tencin, Condorcet, Georges Cuvier ou encore Arago.

### La querelle des Anciens et des Modernes
Dans la querelle des Anciens et des Modernes, il fut, avec Houdar de La Motte, nettement pour les modernes. Selon lui, si les arbres qui étaient autrefois dans nos campagnes n’étaient pas plus grands que ceux d’aujourd’hui, il n’y a pas de raison pour qu’Homère, Platon, Démosthène, ne puissent être égalés. Racine et Boileau s’irritèrent contre lui à cette occasion. La Bruyère écrivit le fameux portrait de Cydias, le Bel-Esprit, et Fontenelle n’entra à l’Académie française qu’en 1691. « Les éloges qu’il prononce à l’Académie, écrit le marquis d’Argenson dans ses Mémoires, sont du même ton que sa conversation ; par conséquent, ils sont charmants. » Mais il leur reproche de substituer des peintures agréables de l’homme privé à l’exposition des travaux du savant. Voltaire a introduit Fontenelle dans Le Temple du goût, en ces termes :
C’était le discret Fontenelle,

Qui, par les beaux-arts entouré,

Répandait sur eux à son gré

Une clarté vive et nouvelle.

D’une planète, à tire-d’aile,

En ce moment il revenait

Dans ces lieux où le goût tenait

Le siège heureux de son empire.

Avec Mairan il raisonnait,

Avec Quinault il badinait ;

D’une main légère il prenait

Le compas, la plume et la lyre.
Le style de Fontenelle dans ses ouvrages purement littéraires a été critiqué, surtout dans les Éloges des académiciens, comme « affecté, prétentieux, plein de traits d’un goût faux:813 ». Ce n’est pas le cas dans ses ouvrages philosophiques, les Entretiens sur la pluralité des mondes, le Doute sur le système physique des causes occasionnelles, l’Histoire des oracles, et moins encore dans l’Histoire de l’Académie des sciences (de 1666 à 1737). Publiée en 1687, l’Histoire des oracles, faite d’après le savant hollandais Van Dale, faillit attirer des ennuis à leur auteur vingt ans après sa parution. La tradition voulait que les oracles de Delphes eussent cessé après l’arrivée du Christ. Fontenelle se renseigna sur cette période et montra que le temple de Delphes avait conservé quelque temps une activité. Ce livre, où Fontenelle insiste sur quelques invraisemblances, dresse sans indulgence l’histoire de son déclin : la Pythie, parlant au nom d’Apollon, dieu de la poésie, s’y exprime cependant en « mauvais vers » et parfois en « redites ». Les prédictions sont « vagues » les miracles douteux. Fontenelle laisse entendre qu’un travail de « mystification » avait lieu. La transposition à des religions en cours était tentante et l’Église s’inquiéta des buts réels du philosophe, qui se contenta de déclarer habilement qu’il n’avait écrit que ce qu’il avait écrit, que son ouvrage se désirait historique et qu’il ne saurait prendre de responsabilité en ce qui concernait les interprétations blasphématoires que pourraient en faire des esprits mal inspirés. Ayant par cette remarque mis ses accusateurs en position d’accusés, il ne parla plus de cette affaire, ne donnant pas ainsi la moindre prise à la critique.

### Travaux scientifiques
Fontenelle s’occupa aussi de métaphysique et professa le cartésianisme tout en s’écartant de Descartes sur la question de l’origine des idées. Il émit cette restriction : « Il faut admirer toujours Descartes, et le suivre quelquefois ». Dans la seconde moitié de sa vie, il se livra plus spécialement aux sciences exactes et composa Éléments de la géométrie de l’infini (1727), dont la validité scientifique a été contestée, notamment par Georg Cantor et dans la Préface de l’Analyse des infiniment petits du marquis de l’Hôpital. Joseph Bertrand a jugé Fontenelle comme écrivain scientifique :

« Dans ses éloges, dit-il, il semble s’imposer la loi de n’être ni profond, ni sublime ; son âme, qui ne s’échauffe jamais, n’a pas pour cela grand effort à faire ; et sans s’étonner des plus grandes conquêtes de la science, il les raconte du même ton dégagé dont il expose les systèmes les plus arbitraires. Toujours clair et jamais lumineux, ses affirmations, quand il ose en faire, ne sont ni vives, ni pressantes ; il ne connaît pas l’enthousiasme, et loue presque du même ton l’excellent et le médiocre ; non pas qu’il cherche à grandir outre mesure les petites choses, mais il ne prise pas toujours assez haut les grandes, et l’éternel sourire qu’il promène avec grâce sur la science s’adresse moins aux grandes vérités qu’il contemple qu’aux fines pensées dont elles sont l’occasion et aux ingénieux rapprochements qu’il croit, à force d’art, rendre naturels et simples. »

### Entre le Grand Siècle et les Lumières
En 1749, il devient membre de l'Académie royale des sciences et des lettres de Berlin.

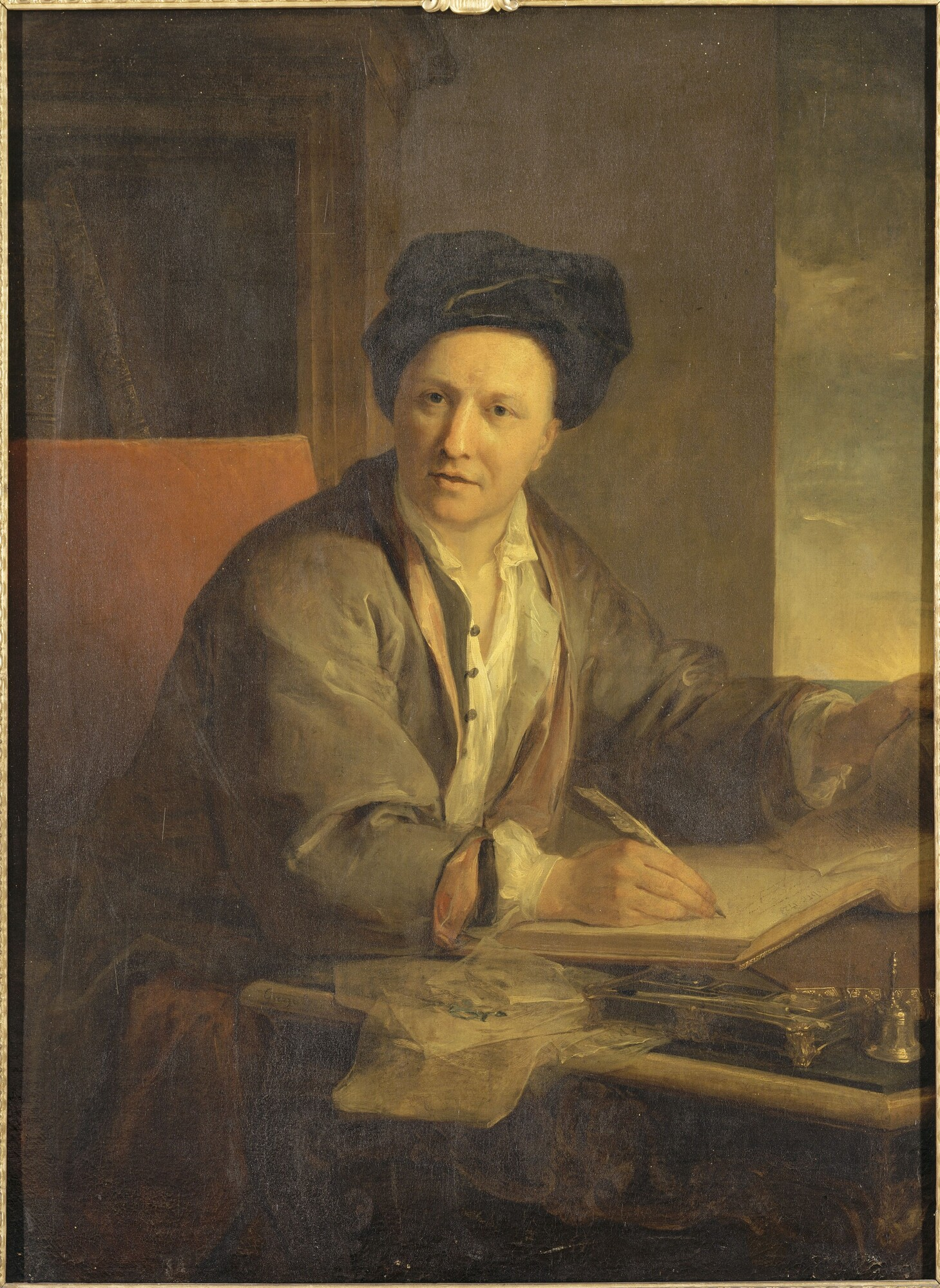
Portrait de Fontenelle à 66 ans par Louis Galloche (1723).

Par sa longue vie, Fontenelle appartient en même temps au XVIIe et au XVIIIe siècle ; il a donc vécu le grand Siècle et le siècle des Lumières. Novateur paradoxal plutôt qu'audacieux au XVIIe siècle, conservateur indécis et timide au XVIIIe, Fontenelle montre déjà, malgré sa prudence et sa circonspection, vers la fin du premier, un penchant au goût littéraire et aux préoccupations philosophiques du second. Ses Dialogues des morts affectent le paradoxe. Ses Poésies pastorales remplacent le naturel et le sentiment par l’ingénieux et la finesse ; il trouvait les bergers de Théocrite « trop bergers et sentant trop la campagne ». En 1752, il publia deux volumes contenant une tragédie et six comédies avec préface. La même année, il publia la Théorie des tourbillons cartésiens, avec des réflexions sur l’attraction newtonienne. L’édition de ses œuvres en 1766 donne, en outre, divers morceaux : De l’Existence de Dieu ; Du Bonheur ; De l'origine des fables ; Sur l’Instinct ; Sur l’Histoire. Il a laissé trois fragments : Traité de la raison humaine ; De la Connaissance de l’Esprit humain ; et enfin ce qu’il appelait Ma République.
Fontenelle était une façon de sage occupé de son bonheur, mais bienveillant et même secourable. La crainte de troubler la quiétude d’esprit de cet homme « prudent » et « discret », traité par un contemporain d’« homme impassible qui louait pour être loué, d’homme indulgent par vanité, attentif à sa gloire et à ses moindres gestes » et « d’orgueil approbateur », s’exprime par ce mot resté fameux : « Si j’avais la main pleine de vérités, je me garderais de l’ouvrir ». Fontenelle, qui, alors qu’on lui demandait un jour par quel moyen il s’était fait tant d’amis, et pas un ennemi, avait répondu : « Par ces deux axiomes, tout est possible et tout le monde a raison », fut recherché dans les sociétés où le talent et l’esprit tenaient le premier rang, chez la duchesse du Maine, chez qui il gravitait dans le cercle des chevaliers de la Mouche à miel, invité de ses salons littéraires et des fêtes des Grandes Nuits de Sceaux, donnés en son château de Sceaux, ainsi que chez la marquise de Lambert, chez Claudine de Tencin et Marie-Thérèse Geoffrin, mais il ne connut pas l’amitié vraie, et put s’appliquer ces mots d’une de ses églogues : « Il me manqua d’aimer ». Claudine de Tencin, lui disait en montrant sa poitrine : « Ce n’est pas un cœur que vous avez là ; c’est de la cervelle, comme dans la tête ».
Cet homme doux et paisible, quelquefois même jusqu’à l’indolence, savait trouver du courage pour soutenir la cause du juste opprimé. Ainsi, il a été le seul à voter contre l’exclusion de l’Académie française de l’abbé de Saint-Pierre pour satisfaire le Régent irrité des rêves politiques de cet homme de bien. Fontenelle parlait toujours avec respect, mais aussi avec liberté à ce prince, qui l’avait honoré de sa confiance la plus intime et l’avait logé avec lui dans son palais. Ainsi, ce dernier lui ayant dit, une fois : « Fontenelle, je ne crois pas à la vertu », Fontenelle lui a répondu : « Il y a d’honnêtes gens, monseigneur, mais ils ne viennent pas vous trouver ».
Son intelligence souple et lucide a très bien servi les lettres et surtout les sciences, qu’il sait rendre accessibles et même attrayantes en gardant l’exactitude. La qualité d’homme de lettres a été relevée par la considération attachée à la personne de cet académicien familier du duc d’Orléans et de Fleury. Comme Voltaire, il exerce la royauté littéraire et mondaine et, comme lui, il a une sorte d’universalité, à la fois causeur fêté, poète badin et dramatique, philosophe, critique, historien des idées et géomètre. Ses vues sur la philosophie, en poésie, sur l’amour et l’intérêt au théâtre, sur l’histoire, sur le progrès, sont attachantes. Comme l’a dit l’abbé Trublet, « la main d’œuvre est toujours bonne chez Fontenelle », quand il ne se travaille pas trop. Fontenelle fut également, avec Le Cornier de Cideville, le cofondateur, le 17 juin 1744, de l’Académie de Rouen, dans sa ville natale.

### Longévité

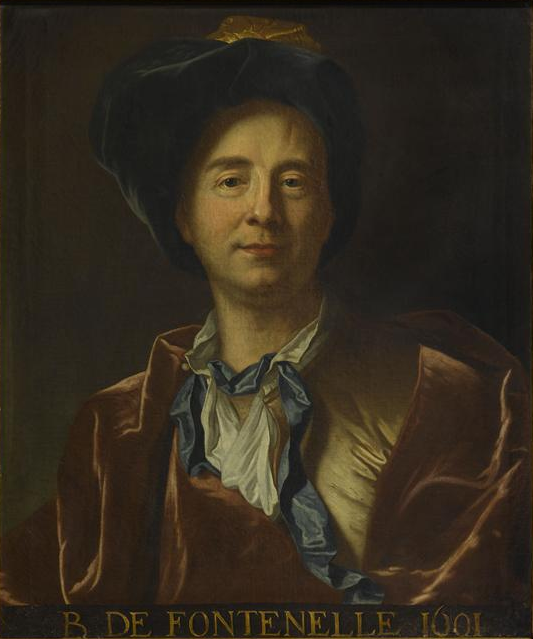
Bernard Le Bovier de Fontenelle (1657-1757), écrivain, représenté âgé de 56 ans d’après Hyacinthe Rigaud (1713).

Né à peine viable, quelques heures après son entrée dans le monde, on désespérait de lui. Ses poumons étaient et sont restés jusqu’à seize ans d’une faiblesse telle, que toute émotion un peu vive au physique et au moral lui faisait cracher le sang. Les Feuillants avaient une maison à quelques pas de celle qu’occupaient ses parents. Cette circonstance inspira sans doute à une mère inquiète l’idée de vouer au patron de l’ordre le fils qu’elle craignait de perdre. De là le nom de Bernard qui lui a donné son parrain Thomas Corneille, et l’habit de feuillant qu’il a porté jusqu’à sept ans. Cependant, les soins dont ses premières années ont été entourées, et les ménagements ont affermi peu à peu sa constitution, soutenue par un excellent estomac, à tel point que, dans le cours de sa longue existence, une légère fluxion de poitrine est l’unique indisposition qui l’a arrêté:2. Face à l’approche de la mort, Fontenelle a gardé non seulement tout son calme, mais encore toute sa gaieté. Lorsque ses facultés physiques, l’ouïe d’abord et progressivement, la vue ensuite et subitement ont commencé à le quitter, il a dit : « J’envoie devant moi mes gros équipages. » Ses deux ou trois dernières années ont été légèrement incommodées par des faiblesses qui allaient parfois jusqu’à l’évanouissement, mais sa santé n’en était que moyennement affectée. Au commencement de l’année 1757, il est tombé dans une de ces faiblesses auxquelles il était sujet, mais ce fut la dernière. Le lendemain, 9 janvier 1757, sur les cinq heures du soir, il s’est éteint à un mois et deux jours de ses cent ans:15.
Bernard Le Bovier de Fontenelle fut inhumé le 10 janvier 1757 en l’Église Saint-Roch à Paris, comme en témoigne l'acte d'inhumation de l’académicien centenaire : « L’an mil sept cent cinquante-sept, le dix janvier, a été inhumé en cette église le corps de M. Bernard Le Bouyer, sieur de Fontenelle, doyen des Académies françoise des sciences et belles-lettres, garçon décédé hier rue St-Honoré, (près de l’Assomption) âgé de cent ans moins un mois ».
Les Œuvres complètes de Fontenelle (Paris, 1758, 11 vol. in-12) ont été plusieurs fois réimprimées, particulièrement avec les notes de Lalande (1790, 8 vol. in-8o ; 1825, 5 vol. in-8o).

## Publications

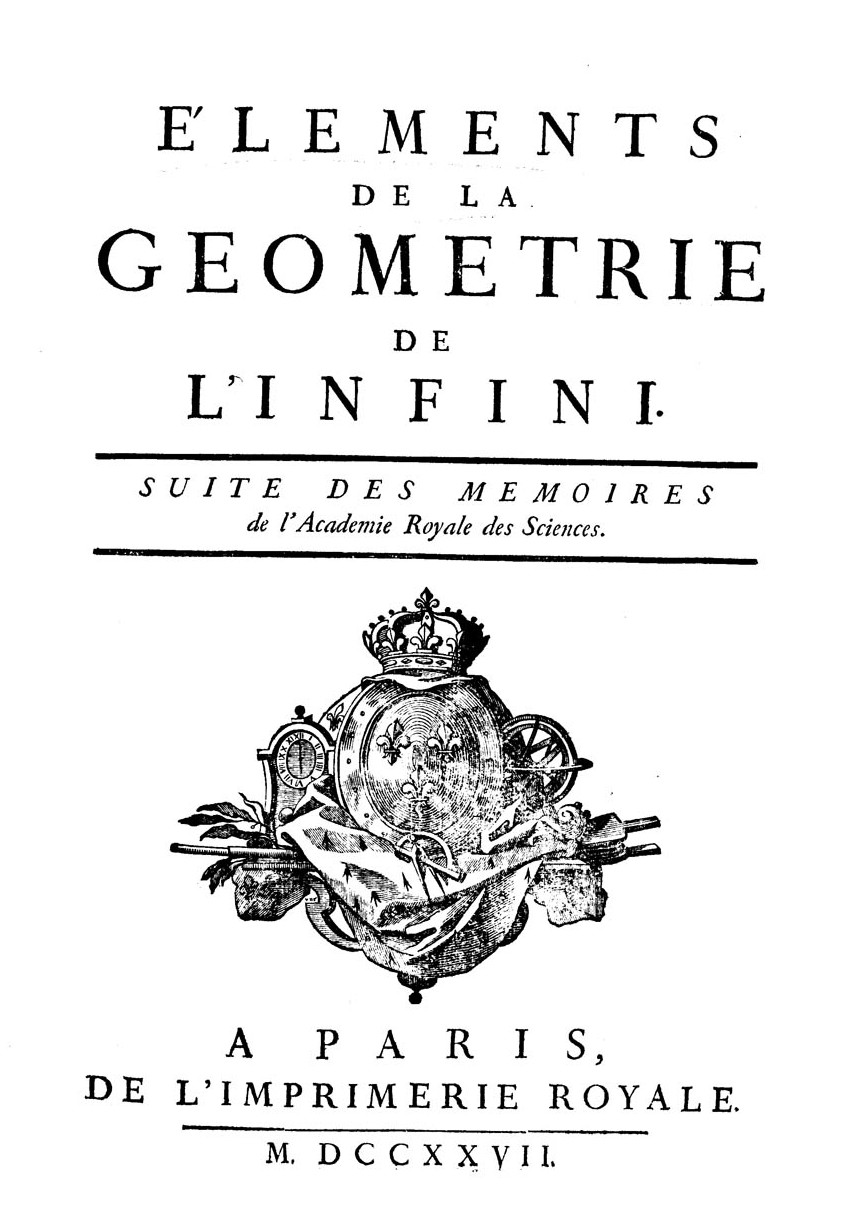
Éléments de la géométrie de l'infini, 1727.

- La Comète (1681), pièce dans laquelle il dénonce l'exploitation de la crédulité et des peurs de la population lors de l'arrivée de tels astres.
- Nouveaux dialogues des morts (1683)
- De l'origine des fables (1684)
- Lettres galantes du chevalier d’Her*** (1685)
- Relation de l’île de Bornéo (1686)
- Entretiens sur la pluralité des mondes (1686)
- Entretiens sur la pluralité des mondes. Nouvelle édition augmentée de pièces diverses (1724)
- Histoire des oracles (1687)
- Digression sur les anciens et les modernes (1688)
- Le Comte de Gabalis, comédie en un acte (1689)
- Énée et Lavinie, tragédie lyrique en cinq actes et un prologue, livret (1690)
- Idalie, tragédie en prose (vers 1710)

Fontenelle donne trois éditions de ses œuvres (1724, 1742, 1752-1757).
Il y a encore :
- Œuvres diverses (La Haye, 1728-1729, 3 vol. in-folio ; 3 volumes grand in-4) ;
- Œuvres complètes (Paris, 1758-1866, 11 vol. in-12 ; 1818, 3 vol. in-8o ; 1790, 8 vol. in-8o ; 1824-1825, 5 vol. in-8o).
- Textes choisis, introduction et notes par Maurice Roelens, Éditions Sociales, Paris, 1967

Édition de référence :
- Œuvres complètes, [9 tomes parus], texte revu par Alain Niderst, Paris, depuis 1989  (ISBN 2-213-02539-8, 2-213-02684-X et 2-213-02292-5) etc. (Corpus des œuvres de philosophie en langue française  (ISSN 0765-4685), 43).

D'Alembert et Garat ont écrit son Éloge.

## Distinctions et hommages
- Chevalier de l'Ordre de la Mouche à miel[25].
- Fontenelle, nom donné en 1935 par l'UAI à un cratère lunaire.
- (10069) Fontenelle, nom donné à un astéroïde.
- La Poste a émis un timbre à son effigie en 1966 pour commémorer le tricentenaire de l'Académie des Sciences[26].

## Dans la culture
- Un cœur oublié, téléfilm de Philippe Monnier, scénario de Jacques Santamaria, avec Michel Serrault dans le rôle de Fontenelle.
- Le marquis de Croismare, homme incapable de mensonge et qui a longtemps vécu à Paris dans l’intimité de Fontenelle, a rapporté à Yves-Marie André, à Caen, cette anecdote typique de son caractère : son compatriote François Richer d'Aube, maître des requêtes, dans la maison duquel Fontenelle, dont il était le neveu à la mode de Bretagne, a eu un appartement pendant plus de vingt ans, n’aimait pas les asperges au beurre ; c’était à cette sauce au contraire que Fontenelle les préférait. Richer d’Aube meurt : Fontenelle, en apprenant sa mort, la mort d’un parent, d’un ami intime, d’un bienfaiteur, ne trouve dans sa position rien de changé qu’une chose : « Allons, dit-il, nous mangerons désormais à notre aise les asperges au beurre[21]:15. »
- Friedrich Nietzsche le loue dans le Crépuscule des idoles (Ce que je dois aux anciens #2) : « Pour trouver un charme au dialogue de Platon, cette façon dialectique horriblement suffisante et enfantine, il ne faut jamais avoir lu de bon français, - Fontenelle par exemple. »